# Albrecht Friedrich von Hünicke
Albrecht Friedrich von Hünicke (* 2. September 1630; † 24. Mai 1704 in Gamig) war ein deutscher Jurist, sächsischer Kreishauptmann und Geheimer Rat.

## Leben
Er stammte aus einem brandenburgischen Adelsgeschlecht von Hünicke auf Kartzow und hatte Rechtswissenschaften studiert.
Hünicke war von 1683 bis 1684 Kreishauptmann des Leipziger Kreises.